# طب الأسنان الشمولي

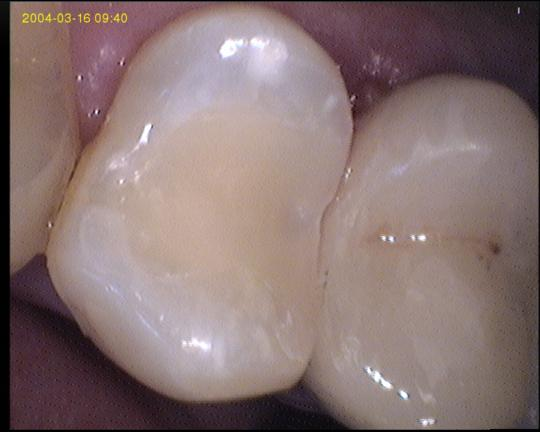

طب الأسنان الشمولي Holistic dentistry يسمى أيضا طب الأسنان الحيوي، طب الأسنان البيولوجي، طب الأسنان البديل وطب الأسنان غير التقليدي، أو طب الأسنان الحيوي هو ما يعادل الطب التكميلي والبديل لطب الأسنان. طب الأسنان الشامل يؤكد يدعم النهج إلى العناية بالأسنان للنظر في صحة الأسنان في السياق المادية للمريض بالكامل وكذلك الصحة النفسية أو الروحية في بعض الحالات. على الرغم من أن مجتمع طب الأسنان شامل ومتنوع في مناهج الممارسات، ولكن رغم ذلك تظهر كثير من المواضيع المشتركة التي تشمل المعارضة الشديدة لاستخدام مزيج من المواد في حشوات الأسنان، والطرق غير الجراحية لأمراض اللثة، والاعتقاد بأن القنوات الجذرية قد تعرض نظام الصحة للمريض للخطر من خلال انتشار بكتيريا الأسنان المحاصرة في الجسم.

ويشمل طب الأسنان الشمولي تقييم الصحة العامة الشامل والرفاهية وأسلوب الحياة. هذه العوامل يمكن أن تؤثر على الصحة على المدى الطويل للأسنان واللثة. في طب الأسنان الشمولي الذي يشمل وسائل وقائية للأسنان مصممة لتلائم الاحتياجات الفردية الخاصة بالأسنان. طب الأسنان شمولي ينطوي على توفير طرق وقاية الأسنان والعلاج الذي يعزز أيضا الجسم والصحة العامة.

## الانتقادات
الممارسين لطب الأسنان الشمولي أو البيولوجي يمكن أن تختلفون اختلافا كبيرا من حيث التقنيات والخدمات التي يقدمونها، وهناك ميزة لالمقاربات الوقائية المختلفة لطب الأسنان. ومع ذلك، طب الأسنان الشمولي ككل قد تعرض لانتقادات من طب الأسنان التقليدي والمشككين.

## طب الأسنان الوقائي الشمولي
بعد إجراء فحص شامل، تعامل أي من مشاكل الأسنان بالأساليب الأكثر وقائية المتاحة. على سبيل المثال، إذا كان هنالك تجويف يعالج ببساطة. وتقيم دائما بنية الأسنان المتبقية، للتأكد ما إذا كانت تحتاج لحشو أو علاج جذور. بهذه الطريقة، يمكن تحديد أفضل الطرق للحفاظ على سلامة الأسنان وإبقائها تعمل بشكل أفضل، ولتستمر مدى الحياة. على الرغم من أن طب الأسنان الوقائي يستغرق وقتا وتفاني.